# 高雄市鼓山區內惟國民小學
高雄市鼓山區內惟國民小學，簡稱內惟國小，是高雄市內一間國民小學，柴山生態中心也設置在內。

## 名稱演變
- 1920年4月1日 舊城公學校內惟分教室成立
- 1920年9月1日 打狗公學校內惟分教室
- 1921年4月1日 高雄第一公學校內惟分教室
- 1921年7月1日 高雄第三公學校內惟分教室
- 1922年6月24日 高雄第三公學校內惟分教場
- 1935年 內惟公學校
- 1937年 清水公學校
- 1941年 清水國民學校
- 1945年12月 高雄市立第十國民學校
- 1946年 高雄市立內惟國民學校
- 1968年 高雄市鼓山區內惟國民小學

## 歷任校長
- 民國24-25年 -稻田廉吾 校長
- 民國26-27年 -稻田廉吾 校長
- 民國27-28年 -山田親法 校長
- 民國28-32年 -山田清司 校長
- 民國32-34年 -日高六太郎 校長
- 民國34-35年 -張四正 校長
- 民國35-37年 -陳金清 校長
- 民國37-40年 -李存敬 校長
- 民國40-41年 -鄭清榮 校長
- 民國40-43年 -陳木霖 校長
- 民國43-45年 -王文元 校長
- 民國45-48年 -柯登順 校長
- 民國48-52年 -薛惟參 校長
- 民國52-64年 -柯登順 校長
- 民國64-71年 -林學鎏 校長
- 民國71-74年 -劉仁發 校長
- 民國74-80年 -王西圃 校長
- 民國80-88年 -黃春雄 校長
- 民國88-95年 -李再發 校長
- 民國95-99年 -林英昭 校長
- 民國99-106 -吳俊男 校長
- 現任（106-）-林家任 校長

## 兒童自治市
學校每年會推行兒童自治市小市長選舉，以致學生彼此能約束、管制。
五年級每班推選一人參選小市長，並由三至五年級學生投票選出，於六年級時任職一年。
落選者擔任自治市各局長，並由兒童自治市組織導師選出副市長及各副局長。

## 班級編制
- 普通班：一年級6班，二年級6班，三年級5班，四年級4班，五年級4班，六年級6班，總共31班
- 特教班：共1班
- 幼兒園：共2班

全校總共34班。

## 外部連結
- 內惟國小